# USCGC Mellon (WHEC-717)
El USCGC Mellon (WHEC-717) es un High Endurance Cutter de la Clase Hamilton desplegado en Seattle, Washington. Su construcción fue iniciada el 25 de julio de 1966 en los astilleros Avondale Shipyards cerca de Nueva Orleans, Luisiana. Recibió su nombre en honor a Andrew W. Mellon 49° Secretario del Tesoro de los Estados Unidos desde 1921 a 1932. Fue botado el 11 de febrero de 1967 amadrinado por Mrs. John W. Warner, Jr., nieta de Andrew Mellon. El Mellon fue asignado el 9 de enero de 1968. El Mellon recibió la modernización Fleet Rehabilitation and Modernization (FRAM) entre 1985 y 1989.
El cutter Mellon fue el primer y único cutter de la Guardia Costera de Estados Unidos (USCG) dotado con misiles antibuque Harpoon, las pruebas de fuego fueron realizadas en enero de 1990. El Mellon también fue equipado con una suite antisubmarina (ASW) que incluía el sonar AN/SQS-26 y los torpedos Mark 46. La suite ASW y los misiles Harpoon fueron retirados debido a recortes presupuestarios, pero la instalación de estos sistemas sirvió para probar las capacidades de los cutters del USCG.

## Misión
El USCGC Mellon (WHEC-717) es un High Endurance Cutter desplegado en Seattle, Washington. El cutter Mellon fue diseñado para realizar misiones requeridas por la Guardia Costera de Estados Unidos como: búsqueda y rescate (SAR), misiones de defensa, operaciones de cumplimiento de la ley y protección ambiental. Como parte de sus misiones el cutter Mellon realiza patrullas pesqueras en Alaska y vela por el cumplimiento de las leyes de pesca estadounidenses e internacionales. El teatro de operaciones de las patrullas del cutter Mellon son el Golfo de Alaska y el Mar de Bering en Norteamérica y el Pacífico oriental hasta América del Sur.

## Diseño y desarrollo

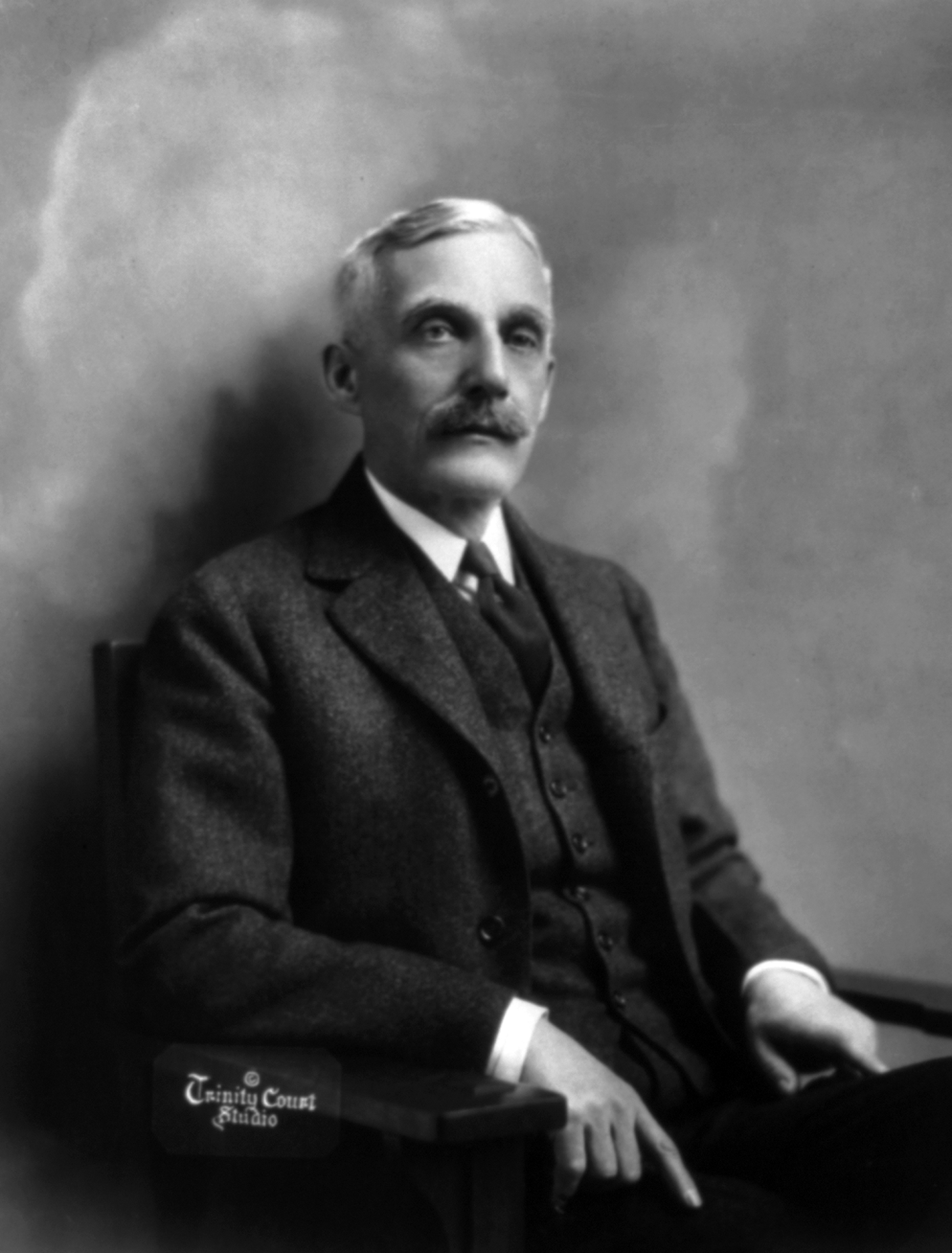
49° Secretario del Tesoro Andrew W. Mellon, en su honor se nombró al USCGC Mellon (WHEC-717).

La construcción del USCGC Mellon fue iniciada el 25 de julio de 1966 en los astillero Avondale Shipyards en Nueva Orleans, siendo lanzado posteriormente el 11 de febrero de 1967 y fue asignado el 9 de enero de 1968. El cutter fue nombrado en honor a Andrew W. Mellon 49° Secretario del Tesoro en el periodo de 1921-1932. El Mellon es el tercero de los siete High endurance cutters de la Clase Hamilton construidos por Avondale Shipyards. El Mellon fue amadrinado por Mrs. John W. Warner, Jr., nieta de Andrew Mellon.
El cutter Mellon fue diseñado para realizar misiones requeridas por la Guardia Costera de Estados Unidos como: búsqueda y rescate (SAR), misiones de defensa, operaciones de cumplimiento de la ley y protección ambiental e investigación oceanográfica. El cutter Mellon fue construido con casco de acero soldado y superestructura de aluminio. El Mellon fue uno de los primeros buques de guerra construido con un motor combinado diésel y gas. Las dos hélices puede ejercer una fuerza de 7000 hp para lograr una velocidad de 17 nudos y un total de 36 000 caballos de fuerza para lograr 28 nudos. Los motores diésel Fairbanks-Morse usados por el Mellon son una versión más grande y potente que la de 1968 y su turbina de gas Pratt-Whitney es similar a las que instaladas en los aviones de pasajeros Boeing 707, por lo que el Mellon fue el primer buque de guerra de Estados Unidos en usar una turbina para aviones jets como propulsión.
El USCGC Mellon fue clasificado como High endurance cutter, una de las características de este tipo de cutter es poder navegar por extensos periodos de tiempo y poder realizar operaciones SAR, de cumplimiento de ley y de seguridad nacional en extensas distancias. El Mellon tiene un peso de 3250 toneladas y puede navegar hasta 10 000 millas a una velocidad de 20 nudos, lo que es aproximadamente la distancia desde Nueva York a Melbourne, Australia. El Mellon fue uno de los primeros buques de su clase en recibir un joystick de mando, los anteriores high endurance cutter fueron equipados con un mando estándar. El cutter Mellon fue equipado con una gran cantidad de equipo de guerra antisubmarina, incluyendo los torpedos MK-46 y el sonar AN/SQS-26. En enero de 1990 el Mellon fue el primer y único buque de su clase en disparar misiles antibuques Harpoon. Los sistemas de lanzamiento de los equipos ASW y Harpoon fueron removidos debido a recortes presupuestarios.